# Kleombrotos I
Kleombrotos I (zm. 6 lipca 371 p.n.e.) – król Sparty z dynastii Agiadów panujący w latach 380–371 p.n.e., syn Pauzaniasza. Jako dowódca wojsk spartańskich poległ w bitwie pod Leuktrami.

## Panowanie
W historiografii Kleombrotos związany jest ściśle z konfliktem spartańsko-tebańskim. W 378 p.n.e. stał na czele nieudanej wyprawy wojennej przeciw Tebom. Latem 371 p.n.e. podczas stacjonowania wojsk spartańskich w Fokidzie, Apella postanowiła uderzyć na Teby, które nie zaakceptowały warunków zwołanego w Sparcie kongresu pokojowego. Do konfrontacji doszło na beockiej równinie pod Leuktrami, gdzie armia ciężkozbrojnej piechoty pod dowództwem Kleombrotosa miała liczebną  przewagę nad wojskiem tebańskim Epaminondasa. Pomimo mniejszych sił Teby zwyciężyły Spartę, dzięki zastosowaniu nowego szyku bojowego tzw. skośnego, co zaskoczyło oddziały Kleombrotosa. Sparta poniosła klęskę a wraz z 400 hoplitami poległ sam Kleombrotos. Porażka pod Leuktrami i śmierć władcy położyły kres hegemonii Sparty w Grecji, a wzmocniły pozycję beockich Teb. 

### Teksty źródłowe
- Ksenofont, Historia grecka, J. Wolski (tłum.), wyd. Wrocław-Warszawa 2004, ISBN 83-04-04686-5. Brak numerów stron w książce
- Pauzaniasz, U stóp boga Apollona: z Pauzaniasza Wędrówki po Helladzie księgi VIII , IX i X przeł. J. Niemirska-Pliszczyńska i H. Podbielski, Warszawa-Wrocław 2005, ISBN 83-7316-826-5

### Opracowania
- Piotr Iwaszkiewicz, Wiesław Łoś, Marek Stępień, Władcy i wodzowie starożytności, Warszawa: Wydawnictwa Szkolne i Pedagogiczne, 1998, ISBN 83-02-06971-X, OCLC 69568159. Brak numerów stron w książce